# Poljica Kozička
Poljica Kozička je horská vesnice v Chorvatsku ve Splitsko-dalmatské župě, ležící v pohoří Šibenik. Je součástí města Vrgorac, od něhož se nachází 21 km jihovýchodně. V roce 2021 zde trvale žilo 103 obyvatel. Nejvíce obyvatel (1 184) zde žilo v roce 1910.
Vesnice je roztroušená a skládá se z mnoha malých osad, mezi které patří např. Alerići, Gornji Vranješi, Igrište, Jujinovići nebo Ravlići. V minulosti byla Poljica Kozička mnohem obydlenější, ještě před rokem 1971 zde žilo více než tisíc obyvatel. Prudký pokles počtu obyvatel probíhá od roku 1981 a stále pokračuje. Oproti roku 1910, kdy zde žilo nejvíce obyvatel, vesnice přišla o 91,3 % veškerého obyvatelstva, zřejmě kvůli vysoké nadmořské výšce a velké vzdálenosti od měst a větších sídel.
Vesnicí prochází župní silnice Ž6201 a lokální silnice L67183 a L67186. Ve vesnici se narodil politik, právník a spisovatel Ivan Vekić.

## Sousední sídla
| Růžice kompasu | Slivno  |                 | Drinovačko Brdo (BiH) | Růžice kompasu |
| Růžice kompasu | Rašćane | Sever           | Puteševica (BiH)      | Růžice kompasu |
| Růžice kompasu | Rašćane | Poljica Kozička | Puteševica (BiH)      | Růžice kompasu |
| Růžice kompasu | Rašćane | Jih             | Puteševica (BiH)      | Růžice kompasu |
| Růžice kompasu | Kozica  | Zavojane        | Mijaca                | Růžice kompasu |